# Medo
En la mitología griega Medo o Medeo (griego antiguo: Μήδειον, Médeion; Μῆδον, Mêdon; Μηδος, Mễdos, en latín: Mēdus) es hijo de la hechicera Medea y de Jasón en la versión más temprana. En una versión más tardía se lo hace vástago de aquella y el rey Egeo de Atenas. Es el héroe epónimo de la tierra de Media y los medos.
Existe una versión transmitida por Helánico de Mitilene que afirma que su nombre no era Medo o Medeo, sino que Políxeno y lo hace hijo de Medea y Jasón. En una de las versiones que Diodoro Sículo cuenta, Medea tuvo a Medo de un rey muy célebre de Asia —sin indicar nada más sobre aquel personaje—.
En la versión que Hesíodo narra del mito, Jasón Esónida volvería a la ciudad de Yolco tras superar las amargas y numerosas pruebas que le impuso el rey Pelias. Sería en su reino donde Jasón tomaría a Medea como su esposa, naciendo de esta unión el héroe Medeo. Su educación sería asignada al centauro Quirón quien lo entrenó en las montañas —al final de la narración, se establece que todo fue un plan de Zeus, pero sin determinar cuál era la voluntad divina—.
Otra versión, expuesta por el Pseudo-Apolodoro narra que tras huir Medea de la ciudad de Corinto por la traición de Jasón —este se había casado con Glauce, hija del rey Creonte de Corinto, abandonando y rompiendo los juramentos que había hecho con Medea—, llegaría a Atenas contrayendo nupcias con el rey Egeo, naciendo de esta unión el héroe Medo. Sin embargo, Medea y su hijo serían expulsados de la ciudad tras la primera ser descubierta conspirando contra la vida de Teseo. Por último, se cuenta de las grandes hazañas de Medo: sojuzgó a muchos bárbaros y a las tierras que dominó las llamó Media; moriría en batalla contra los indos. Sin embargo, Pausanias afirma que tras escapar de Atenas, Medea junto a su hijo llegaron a una tierra llamada Aria, siendo sus habitantes llamados medos en honor a ella, no a su hijo. Además, también se dice —en una de las versiones que da Diodoro Sículo — que Medo heredó el reino de su padre, y que admirado por su coraje, las gentes de esa tierra se llamarían medos en su honor.
En otros mitos relacionados, se habla de la marcha en incógnito de Medea a la Cólquide, donde su padre, Eetes, había sido derrocado por su hermano Perses. Otros autores desplazan a Medea de esta valía, haciendo a Medo aquel que restaura el trono de su abuelo asesinando a Perses.